# Gino di Neri Capponi
 (février 2025).
Si vous disposez d'ouvrages ou d'articles de référence ou si vous connaissez des sites web de qualité traitant du thème abordé ici, merci de compléter l'article en donnant les références utiles à sa vérifiabilité et en les liant à la section « Notes et références ».
Gino Capponi, né en 1350 à Florence et mort dans cette même ville en 1421, est un homme politique  florentin du Moyen Âge.

## Biographie
Gino Capponi appartenait à la haute bourgeoisie qui dominait a Florence au milieu du XIVe siècle. Il fut témoin le l'insurrection des ciompi (ou cardeurs de laine), dirigée contre son parti en 1378, et il nous a laissé un récit de cette révolution, que Muratori a inséré dans le t. 18 de ses Rerum Italic. Scriptores.
Capponi rentra dans le gouvernement en 1382, avec Pietro degli Albizzi, et l'ancien parti guelfe ; mais il s'occupa moins de l'administration intérieure que de l'état militaire de la république. Il se lia d'amitié avec les principaux condottieri, qui servaient alors en Italie. Il fut presque toujours chargé de traiter avec eux, lorsque les Florentins voulaient les prendre à leur service, ou de suivre les armées comme commissaire de la république, lorsqu'elles entraient en pays ennemi. Il était revêtu de cette dignité, et en même temps décemvir de la guerre, en 1405 et 1406, lorsque les Florentins firent la conquête de Pise. Il réussit à faire agir de concert Sforza et Tartaglia, deux généraux alors ennemis et prêts de se combattre. La république lui dut plus qu'à personne la conquête de Pise : aussi fut-il le premier gouverneur donné à cette ville.
Gino Capponi mourut en 1420. Nous avons encore de lui un fragment historique sur la conquête de Pise.